# Trance Atlantic Air Waves
Trance Atlantic Air Waves (auch bekannt unter dem Akronym TAAW) war ein Musikprojekt, das ab 1997 vom rumänisch-deutschen Musiker und Produzenten Michael Cretu (Sandra, Enigma) konzipiert und entwickelt wurde.

## Geschichte
Kurz nach der Veröffentlichung des dritten Enigma-Studioalbums Le Roi Est Mort, Vive Le Roi! im November 1996 beschloss Michael Cretu, ein neues Musikprojekt ins Leben zu rufen. Unterstützt wurde er dabei von Jens Gad, der sich in Cretus Enigma-Projekt bereits seit 1993 einen Namen als Gitarrist und Koproduzent gemacht hatte. Die Grundphilosophie des gemeinsamen Projekts bestand darin, bekannte Instrumentalstücke der 1970er und 1980er Jahre auf einem Album zusammenzuführen und sie mithilfe von Synthesizern und modernen Computer-Musikprogrammen an die DJ-Kultur der 1990er Jahre anzupassen und dennoch die Arrangements der Originalmelodien zu respektieren. Der für das Projekt gewählte Name Trance Atlantic Air Waves ist ein Wortspiel aus dem EDM-Musikgenre Trance und der englischen Bezeichnung für transatlantische Winde (trans atlantic air waves).
Im Juli 1998 erschien mit The Energy of Sound das Debütalbum von TAAW. Auf diesem von Cretu und Gad gemeinsam produzierten Werk wurden sieben berühmte Instrumentallieder gecovert, die als Klassiker der elektronischen Musik gelten, darunter Magic Fly (Original: Space, 1977), Chase (Original: Giorgio Moroder, 1978), Lucifer (Original: The Alan Parsons Project, 1979) und Crockett’s Theme (Original: Jan Hammer, 1987). Mit Addiction Day, Twelve After Midnight und L-42 waren jedoch auch drei Eigenkompositionen aus der Feder von Cretu und Gad auf dem Album enthalten.
The Energy of Sound blieb die einzige Albumveröffentlichung von Trance Atlantic Air Waves. Seitdem produzierte das Projekt vorwiegend Remixes für Andru Donalds (All Out of Love, 1999) oder Cretus Hauptprojekt Enigma (Gravity of Love, 1999) und trat seitdem nicht mehr in Erscheinung.

## Diskografie

### Studioalben
- 1998: The Energy of Sound

### Singles
- 1997: Magic Fly
- 1998: Chase
- 1998: Crockett’s Theme